# Adaptări ale aventurilor lui Sherlock Holmes pentru benzi desenate
Această pagină prezintă diferite adaptări pentru benzi desenate ale aventurilor lui Sherlock Holmes, acesta din urmă fiind un detectiv particular imaginar creat de Arthur Conan Doyle. Aceste benzi desenate sunt adaptări ale aventurilor scrise de Conan Doyle sau aventuri apocrife cu referire la « canonul holmesian » sau pastișe și parodii mai mult sau mai puțin îndepărtate de mit. Personajele secundare au ocazia și ele să-și trăiască aventurile în benzi desenate.

## Adaptări canonice
- Ritualul Musgrave (éditions GTS, scenariu de Pierre Jaouen, desene de Gilles Dangerfield, prefață de Yves Lignon, 1987)
- Un studiu în roșu (P&T, scenariu de Sylvain Ricard, desene de Longaron, 1995)
- Sherlock Holmes (Lefrancq, colecția « BDétectives », scenarii de André-Paul Duchâteau și Jean-Pierre Croquet, desene de Guy Clair, Stibane, Bruno Di Sano și Benoît Bonte, 1990-1998)
- Un studiu în roșu (Akileos, scenariu de Ian Edginton, desene de  I.N.J. Culbard, 2010)
- Câinele din Baskerville (Akileos, scenariu de Ian Edginton, desene de I.N.J. Culbard, 2010)
- Semnul celor patru (Akileos, scenariu de Ian Edginton, desene de I.N.J. Culbard, 2011)

## Aventuri apocrife
- Sherlock Holmes (Soleil, scenariu de Jean-Pierre Croquet, desene de Benoît Bonte)
- Holmes (Futuropolis, scenariu de Luc Brunschwig, desene și culori de Cecil, 2006)
- Sherlock Holmes et les Vampires de Londres (Soleil, scenariu de Sylvain Cordurié, desene de Laci, 2010)
- L’Ultime Défi de Sherlock Holmes (Casterman, colecția « Rivages/Casterman/Noir », scenariu de Olivier Cotte, desene de Jules Stromboni, 2010)
- Sherlock (Glénat, scenariu de Didier Convard, desene de Jean Louis Le Hir, 2008)
- Les Quatre de Baker Street (Vents d'Ouest, scenariu de Jean-Blaise Djian și Olivier Legrand, desene de David Etien, 2009-2010). Această serie îi aduce în scenă pe Baker Street Irregulars folosiți în mod obișnuit de Sherlock Holmes.
- The Trial of Sherlock Holmes (Dynamite Entertainment, scenariu de Scott Beatty, desene de Daniel Lindro, 2009)
- Sherlock Holmes: Year One (Dynamite Entertainment, scenariu de Leah Moore și John Reppion, desene de Aaron Campbell, 2011-în curs)
- Terreur sur Londres, Marniquet et Chanoinat, Desinge et Hugo et Cie, 2009
- La malédiction des Massaïs, Marniquet, Albin Michel, 2003
- Le diable du Devonshire, Nolane et Roman, Soleil, 2008 ; Holmes, Conan Doyle și Harry Dickson se întâlnesc

## Parodii și pastișe
- Baker Street (Delcourt, colecția « Humour de rire », scenariu de Pierre Veys, desene de Nicolas Barral, 1999-2008)
- Ric Hochet contre Sherlock (pastișă) (Le Lombard, scenariu de André-Paul Duchâteau, desene de Tibet, 1987)
- Le Chien des Basketville (pastișă) (Albin Michel, colecția « L'Écho des savanes », René Pétillon, 1984)
- Charles Rollmops în universul lui Mickey Mouse
- Sherlock Lopez, serie de benzi desenate spaniole de Gabi Arnao.
- Mycroft Inquisitor este o serie scrisă de Scotch Arleston și desenată de Jack Manini apărută la Soleil, al cărui personaj este un anchetator (Mycroft este prenumele fratelui lui Sherlock Holmes care este dotat în mod egal cu facultăți excepționale de deducție).
- L’Antre de la terreur, bandă desenată erotică spaniolă desenată de Solano López după un scenariu de Ricardo Barreiro (éditions Dynamite, 2010).
- Zachary Holmes de Carlos Trillo și Juan Bobillo (éditions ERKO, 2001) aduce în scenă un tânăr băiat care se inspiră din lecturile sale, în special din aventurile lui Sherlock Holmes, pentru a veni în ajutorul prietenului său. Un tom apărut (L’Affaire du mostre).
- Baker Street (bandă desenată) (Caliber Comics, scenariu de Gary Reed și Guy Davis, desene de Guy Davis, 1989-1991), serie de benzi desenate în 10 numere într-un univers steampunk.
- Sherlok, scenariu de Max, desene de Graffica, PointBar, 2010 ; trei aventuri ale lui Sherlok și Johnny în anii 1970 (Le chien de Balkenheim, le rituel des Mooskrafft, Jack is Back)